# Акчулак
Акчула́к (каз. Ақшолақ) — станційне селище у складі Байзацького району Жамбильської області Казахстану. Входить до складу Жанатурмиського сільського округу.
Населення — 778 осіб (2021; 295 у 2009, 495 у 1999, 468 у 1989).